# NGC 5524
NGC 5524 is een dubbelster in het sterrenbeeld Ossenhoeder. Het object werd op 19 april 1855 ontdekt door de Ierse astronoom William Parsons.